# Angraecum dryadum
Angraecum dryadum är en orkidéart som beskrevs av Rudolf Schlechter. Angraecum dryadum ingår i släktet Angraecum och familjen orkidéer.
Artens utbredningsområde är Madagaskar. Inga underarter finns listade i Catalogue of Life.